# Anibal Theohari
Anibal Theohari (n. 20 august 1873, București - d. 5 februarie 1933, București) a fost un medic internist și balneolog român. A pus bazele balneologiei moderne în România și a studiat efectele terapeutice ale utizilizării apelor minerale românești, prin investigații clinice, biochimice și fiziopatologice. A fost un renumit clinician și a fost preocupat de aplicarea principiilor de etică medicală. În lucrările sale a studiat strutura și funcționarea tubului digestiv, în stare normală și patologică, farmacologia clinică, fiziologia renală, fiziopatologia lăcrimării, diversele afecțiuni ale măduvei spinării.

## Biografie
Anibal Theohari a urmat liceul în București la Liceul Matei Balș, iar studiile medicale la Paris, între 1891-1901. Aici obține titlul de doctor, în 1901, susținând lucrarea cu titlul Structure fine des cellules glandulaires a l'etat pathologique. Lucrarea a fost primită deosebit de bine de critica de specialitate, primind medalia de argint a Facultății de medicină din Paris.
Pentru câțiva ani profesează ca medic în Paris, între 1893-1895 medic extern, iar între 1895-1900 medic intern. Întors în țară, Anibal Theohari, este profesor de patologie la Facultatea de Medicină din Iași, între 1901-1906, iar între 1906-1913, revine în București, ca profesor la Facultatea de Medicină din București. Între 1913-1933 este profesor de terapeutică experimentală și de clinică terapeutică la București. După un scurt stagiu de specializare în biochimie, în 1913, la Heidelberg, primește postul de director al Institului de balneologie din București, post în care rămâne între anii 1924-1933. 
În 1922 a fondat Societatea de hidrologie medicală și climatologie, iar mai târziu, în 1924, Revista de hidrologie medicală și climatologică. În timpul celui de-al V-lea Congres internațional de talasoterapie, desfășurat în 1928 la București și Constanța, a fost președintele evenimentului.

## Lucrări
- „Tratamentul hidromineral al boalelor stomacului, intestinelor, ficatului”, în Tratatul elementar de terapeutică, 5 vol (1922-1931)

### Articole
- Etude sur la structure fine des cellules principales, de bordure et pylorique de l'estomac (1899)
- Etude sur la structure fine de l'epithelium des tubes contournes de rein (1900)
- Uber ein gastrotoxisches Serum (1905)